# Port lotniczy Morondava
Port lotniczy Morondava (IATA: MOQ, ICAO: FMMV) – port lotniczy położony w Morondava, na Madagaskarze.

## Linie lotnicze i połączenia
| Linia Lotnicza | Kierunek                   |
| -------------- | -------------------------- |
| Air Madagascar | 1. Antananarywa 2. Toliara |
| Tsaradia       | 1. Antananarywa            |